# Bufonul Don Diego de Acedo
Bufonul Don Diego de Acedo este unul dintr-o serie de portrete ale bufonilor la curtea lui Filip al IV-lea al Spaniei realizat de Diego Velázquez. Personajul său este piticul Don Diego de Acedo, cunoscut sub numele de „el Primo” (Vărul). Pictura realizată ulei pe pânză din 1645 se află acum la Muzeul Prado. Lucrarea măsoară 106 cm înălțime și 83 cm lățime.
Velázquez a pictat o serie de portrete ale piticilor și bufonilor curții lui Filip al IV-lea, înfățișate cu realism și respect. Portretele erau destinate să fie afișate în loja de vânătoare a regelui, de la Torre de la Parada.
Don Diego de Acedo a fost un personaj pentru distracție a cărui deformare fizică a oferit distracție curții. Ca și în cazul unui alt personaj, Sebastián de Morra, Velázquez a reprezentat întregul corp al lui Acedo așezat pe pământ.
Don Diego de Acedo este prezentat uitându-se la privitor. Îmbrăcat în negru, el citește o carte, care este reprezentarea tradițională a unui domn. Mărimea volumului din poala lui subliniază mărimea piticului. Ochii, fruntea înaltă și atitudinea modelului transmit un sentiment al inteligenței sale.
La picioarele lui se afla o grămadă de cărți alături de o călimară și de o pană. Partea de jos este, probabil, neterminată, deoarece poate fi văzut un peisaj cețos.